# Heideblümchen
Heideblümchen ist ein Ortsteil im Stadtbezirk Sennestadt der kreisfreien Stadt Bielefeld in Nordrhein-Westfalen.

## Geografie
Die in der zweiten Hälfte des 20. Jahrhunderts entstandene Siedlung Heideblümchen liegt am Nordrand der dem Teutoburger Wald vorgelagerten Senne. Entlang des südöstlichen Rands von Heideblümchen fließt der Menkebach, der hier die Stadtgrenze von Bielefeld zur Stadt Schloß Holte-Stukenbrock im Kreis Gütersloh bildet.

## Bevölkerung
Die Stadt Bielefeld weist für Heideblümchen keine separate Einwohnerzahl aus. Der Ortsteil gehört zum Bielefelder statistischen Bezirk 66 Eckardtsheim, der 2019 3762 Einwohner besaß.

## Verkehr
In den öffentlichen Nahverkehr ist Heideblümchen durch die Buslinie 30 eingebunden, die von Heideblümchen nach Bielefeld-Brake führt.